# Federal Way
Federal Way é uma cidade localizada no estado norte-americano de Washington, no Condado de King. A cidade foi fundada em 1929, e incorporada em 28 de fevereiro de 1990.

## Demografia
Segundo o censo norte-americano de 2017, a sua população era de  96.690 habitantes.

## Geografia
De acordo com o United States Census Bureau tem uma área de 54,8 km², dos quais 54,5 km² cobertos por terra e 0,3 km² cobertos por água.

## Localidades na vizinhança
O diagrama seguinte representa as localidades num raio de 12 km ao redor de Federal Way.